# O'Neill (Nebraska)
O'Neill is een plaats (city) in de Amerikaanse staat Nebraska, en valt bestuurlijk gezien onder Holt County.

## Demografie
Bij de volkstelling in 2000 werd het aantal inwoners vastgesteld op 3733. In 2006 is het aantal inwoners door het United States Census Bureau geschat op 3429, een daling van 304 (-8,1%).

## Geografie
Volgens het United States Census Bureau beslaat de plaats een oppervlakte van 6,1 km², geheel bestaande uit land. O'Neill ligt op ongeveer 606 m boven zeeniveau.

## Plaatsen in de nabije omgeving
De onderstaande figuur toont nabijgelegen plaatsen in een straal van 32 km rond O'Neill.